# Палмер, Ловел
Лове́л Па́лмер (англ. Lovel Palmer; родился 30 августа 1984 года в Мандевилл, Ямайка) — ямайский футболист, защитник.

## Клубная карьера
Палмер начал карьеру в клубе «Харбор Вью». Во втором сезоне он стал чемпионом Ямайки, несмотря на то, что не являлся футболистом основы. В 2004 году на правах аренды Ловел выступал за тринидадский «Дабл-Ю Коннекшн». После окончания аренды Палмер вернулся в «Харбор» и завоевал место в основе. В 2007 году он был назначен капитаном команды и ещё дважды помог клубу выиграть чемпионат. За «Вью» Ловел выступал на протяжении десяти лет, что является клубным рекордом.
В марте 2010 года Палмер перешёл в американский клуб «Хьюстон Динамо». 2 апреля в матче против «Реал Солт-Лейк» он дебютировал в MLS. 17 апреля в поединке против «Чивас США» Ловел забил свой первый гол за «Хьюстон».
В июле 2011 года Ловел Палмер и Майк Шабала были обменяны в «Портленд Тимберс» на Адама Моффата. 24 июля в матче против «Коламбус Крю» он дебютировал за новый клуб. По окончании сезона 2012 «Портленд» не продлил контракт с Палмером.
14 декабря 2012 года на драфте возвращений MLS Палмер был выбран командой «Реал Солт-Лейк». 10 марта 2013 года в поединке против «Ди Си Юнайтед» Ловел дебютировал в новом клубе. В финале Кубка MLS 2013 Палмер не смог забить последний послематчевый пенальти и титул достался «Спортинг Канзас-Сити».
В декабре 2013 года Ловел перешёл в «Чикаго Файр». 9 марта в матче против «Чивас США» он дебютировал за новый клуб. После завершения сезона 2015 контракт игрока не был продлён.
В январе 2016 года Палмер подписал контракт с клубом Североамериканской футбольной лиги «Инди Илевен».
В августе 2017 года Палмер присоединился к футбольному клубу «Майами».

## Международная карьера
В 2005 году Ловел дебютировал за сборную Ямайки. В том де году он был включен в заявку сборной на участие в Золотом кубке КОНКАКАФ. На турнире он был запасным и не сыграл ни минуты. В 2010 году Палмер стал обладателем Карибского кубка.

## Достижения
Командные
 «Харбор Вью»
- Чемпионат Ямайки — 2000
- Чемпионат Ямайки — 2007
- Чемпионат Ямайки — 2010
- Клубный чемпионат Карибского футбольного союза — 2004
- Клубный чемпионат Карибского футбольного союза — 2007

Международные
 Ямайка
- Карибский кубок — 2010